# كأس آسيا لكرة الصالات 2022
كأس آسيا لكرة الصالات 2022 (بالإنجليزية: 2022 AFC Futsal Asian Cup) هي النسخة السادسة عشرة من البطولة، وهي بطولة دولية تُقام كل عامين، وينظمها الاتحاد الآسيوي لكرة القدم (AFC) للمنتخبات الوطنية للرجال في آسيا. ويشارك في البطولة 16 فريقًا.
تم اختيار الكويت لاستضافة بطولة آسيا لكرة الصالات 2020، بعد أن حلت محل تركمانستان المضيفة الأصلية. ومع ذلك، أعلن الاتحاد الآسيوي لكرة القدم إلغاء البطولة في 25 يناير 2021 بسبب جائحة كوفيد-19. كان من المقرر أن تُقام البطولة في الكويت في الفترة من 16 إلى 27 فبراير 2022. في 5 يوليو 2021، أعلن الاتحاد الآسيوي لكرة القدم أن البطولة ستُقام في الفترة من 27 سبتمبر إلى 8 أكتوبر 2022.
تغلبت اليابان على إيران حاملة اللقب في المباراة النهائية لتنال لقبها الرابع.

## التصفيات
كان من المقرر في الأصل أن تقام التصفيات في الفترة من 13 إلى 24 أكتوبر 2021. ومع ذلك، في 5 يوليو 2021، أعلن الاتحاد الآسيوي لكرة القدم أن البطولة ستقام في الفترة من 1 إلى 15 أبريل 2022.

### الفرق المتأهلة
تأهلت الفرق الـ16 التالية إلى البطولة النهائية.
| الفريق         | تأهل كـ                                        | عدد الظهور | آخر ظهور | أفضل أداء سابق                                                                 |
| -------------- | ---------------------------------------------- | ---------- | -------- | ------------------------------------------------------------------------------ |
| الكويت         | المستضيف                                       | الثاني عشر | 2014     | المركز الرابع (2003، 2014)                                                     |
| لبنان          | الفائز المجموعة أ من المنطقة الغربية           | الثاني عشر | 2018     | ربع النهائي (2004، 2007، 2008، 2010، 2012، 2014، 2018)                         |
| السعودية       | وصيف المجموعة أ من المنطقة الغربية             | الثاني     | 2016     | مرحلة المجموعات (2016)                                                         |
| العراق         | الفائز بالمجموعة ب من المنطقة الغربية          | الثاني عشر | 2018     | المركز الرابع (2018)                                                           |
| البحرين        | وصيف المجموعة ب من المنطقة الغربية             | الثالث     | 2018     | ربع النهائي (2018)                                                             |
| عمان           | الفائز في تصفيات المنطقة الغربية               | الأول      | أول ظهور | لا يوجد                                                                        |
| تايلاند        | الفائز بمنطقة آسيان                            | السادس عشر | 2018     | الوصيف (2008، 2012)                                                            |
| إندونيسيا      | وصيف منطقة آسيان                               | العاشر     | 2014     | مرحلة المجموعات (2002، 2003، 2004، 2005، 2006، 2008، 2010، 2012، 2014)         |
| فيتنام         | المركز الثالث في منطقة آسيان                   | السادس     | 2018     | المركز الرابع (2016)                                                           |
| إيران          | الفائز بالمجموعة أ من المنطقة الوسطى والجنوبية | السادس عشر | 2018     | البطل (1999، 2000، 2001، 2002، 2003، 2004، 2005، 2007، 2008، 2010، 2016، 2018) |
| تركمانستان     | وصيف المجموعة أ من المنطقة الوسطى والجنوبية    | السابع     | 2012     | مرحلة المجموعات (2005، 2006، 2007، 2008، 2010، 2012)                           |
| أوزبكستان      | الفائز بالمجموعة ب من المنطقة الوسطى والجنوبية | السادس عشر | 2018     | الوصيف (2001، 2006، 2010، 2016)                                                |
| طاجيكستان      | وصيف المجموعة ب من المنطقة الوسطى والجنوبية    | الحادي عشر | 2018     | ربع النهائي (2007)                                                             |
| اليابان        | الفائز بالمنطقة الشرقية                        | السادس عشر | 2018     | البطل (2006، 2012، 2014)                                                       |
| كوريا الجنوبية | وصيف المنطقة الشرقية                           | الرابع عشر | 2018     | الوصيف (1999)                                                                  |
| تايبيه الصينية | المركز الثالث في المنطقة الشرقية               | الثالث عشر | 2018     | ربع النهائي (2003)                                                             |

1 يشير الخط المائل إلى المضيفين لذلك العام.

## المكان
| مدينة الكويت        |
| ------------------- |
| قاعة سعد العبد الله |
| السعة: 6،000        |

## القرعة
أقيمت القرعة يوم 26 مايو 2022 في كوالالمبور، ماليزيا.
| الوعاء 1                                              | الوعاء 2                                | الوعاء 3                                                    | الوعاء 4                                       |
| ----------------------------------------------------- | --------------------------------------- | ----------------------------------------------------------- | ---------------------------------------------- |
| 1. الكويت (المستضيف) 2. إيران 3. اليابان 4. أوزبكستان | 1. العراق 2. لبنان 3. فيتنام 4. البحرين | 1. تايلاند 2. تايبيه الصينية 3. طاجيكستان 4. كوريا الجنوبية | 1. إندونيسيا 2. تركمانستان 3. السعودية 4. عمان |

## التشكبلات
كان على كل فريق تقديم قائمة مكونة من 14 لاعبًا، بما في ذلك حارسي مرمى على الأقل.

## مرحلة المجموعات
يتأهل الفريقان الأول والثاني من كل مجموعة إلى ربع النهائي.

كسر التعادل
يتم تصنيف الفرق حسب النقاط (3 نقاط للفوز، ونقطة واحدة للتعادل، و0 نقطة للخسارة)، وفي حالة التعادل في النقاط، يتم تطبيق معايير كسر التعادل التالية، بالترتيب الموضح، لتحديد التصنيف (المادة 11.5 من اللائحة):
1. النقاط في المباريات المباشرة بين الفرق المتعادلة؛
2. فارق الأهداف في المواجهات المباشرة بين الفرق المتعادلة؛
3. الأهداف المسجلة في المباريات المباشرة بين الفرق المتعادلة؛
4. إذا كان أكثر من فريقين متعادلين، وبعد تطبيق جميع معايير المواجهات المباشرة المذكورة أعلاه، لا تزال مجموعة فرعية من الفرق متعادلة، يتم إعادة تطبيق جميع معايير المواجهات المباشرة المذكورة أعلاه حصريًا على هذه المجموعة الفرعية من الفرق؛
5. فارق الأهداف في جميع مباريات المجموعة؛
6. الأهداف المسجلة في جميع مباريات المجموعة؛
7. ركلات الترجيح في حالة تعادل فريقين فقط والتقيا في الجولة الأخيرة من المجموعة؛
8. النقاط التأديبية (البطاقة الصفراء = 1 نقطة، البطاقة الحمراء نتيجة بطاقتين صفراوين = 3 نقاط، البطاقة الحمراء المباشرة = 3 نقاط، البطاقة الصفراء تليها البطاقة الحمراء المباشرة = 4 نقاط)؛
9. سحب القرعة.

جميع الأوقات محلية، توقيت الكويت (ت ع م+03:00).
| يوم المباراة | المباريات      |
| ------------ | -------------- |
| اليوم الأول  | 1 ضد 4، 2 ضد 3 |
| اليوم الثاني | 4 ضد 2، 3 ضد 1 |
| اليوم الثالث | 1 ضد 2، 3 ضد 4 |

### المجموعة أ
| م | الفريق     | لعب | ف | ت | خ | أ.له | أ.ع | أ.ف | نقاط | التأهل          |
| - | ---------- | --- | - | - | - | ---- | --- | --- | ---- | --------------- |
| 1 | تايلاند    | 3   | 2 | 1 | 0 | 11   | 5   | +6  | 7    | مرحلة المجموعات |
| 2 | الكويت (H) | 3   | 1 | 2 | 0 | 11   | 6   | +5  | 5    | مرحلة المجموعات |
| 3 | العراق     | 3   | 1 | 1 | 1 | 9    | 5   | +4  | 4    |                 |
| 4 | عمان       | 3   | 0 | 0 | 3 | 3    | 18  | −15 | 0    |                 |

| العراق                | 2–3   | تايلاند                                   |
| --------------------- | ----- | ----------------------------------------- |
| - زياد 8' - إحسان 14' | تقرير | - ووراساك 17' - ساراووت 25' - جيتسادا 36' |

| الكويت                                                                     | 7–2   | عمان                           |
| -------------------------------------------------------------------------- | ----- | ------------------------------ |
| - الطويل 6'، 23' - العباسي 8'، 30' - البسام 23' - الخليفة 30' - الفاضل 33' | تقرير | - س. البلوشي 31' - المعولي 38' |

| عمان | 0–5   | العراق                                         |
| ---- | ----- | ---------------------------------------------- |
|      | تقرير | - عبد الهادي 4' - فيصل 4'، 32'، 35' - رياض 14' |

| تايلاند               | 2–2   | الكويت                    |
| --------------------- | ----- | ------------------------- |
| - سراوت 6' - كريت 35' | تقرير | - الفاضل 18' - البسام 27' |

| تايلاند                                                                | 6–1   | عمان                   |
| ---------------------------------------------------------------------- | ----- | ---------------------- |
| - واروت 4' - جيتسادا 16' - وراساك 18' - سراوت 19' - نارونجساك 32'، 37' | تقرير | - محمد تقي اللواتي 34' |

| الكويت                     | 2–2   | العراق          |
| -------------------------- | ----- | --------------- |
| - الواوي 2' - المصابيح 21' | تقرير | - فيصل 13'، 18' |

### المجموعة ب
| م | الفريق     | لعب | ف | ت | خ | أ.له | أ.ع | أ.ف | نقاط | التأهل          |
| - | ---------- | --- | - | - | - | ---- | --- | --- | ---- | --------------- |
| 1 | أوزبكستان  | 3   | 3 | 0 | 0 | 17   | 3   | +14 | 9    | مرحلة المجموعات |
| 2 | طاجيكستان  | 3   | 2 | 0 | 1 | 14   | 11  | +3  | 6    | مرحلة المجموعات |
| 3 | البحرين    | 3   | 0 | 1 | 2 | 8    | 14  | −6  | 1    |                 |
| 4 | تركمانستان | 3   | 0 | 1 | 2 | 9    | 20  | −11 | 1    |                 |

| أوزبكستان                                                                                        | 8–0   | تركمانستان |
| ------------------------------------------------------------------------------------------------ | ----- | ---------- |
| - تشورييف 6' - عديلوف 13'، 22' - روبييف 15'، 33' - د. رخمتوف 30' - فخر الدينوف 34' - عثمانوف 40' | تقرير |            |

| البحرين                          | 3–4   | طاجيكستان                                        |
| -------------------------------- | ----- | ------------------------------------------------ |
| - ميحد 12' - عنتر 34' - صالح 39' | تقرير | - كوزيف 8' - سوليف 23' - سردوروف 24' - يوروف 39' |

| تركمانستان                         | 4–4   | البحرين                                                     |
| ---------------------------------- | ----- | ----------------------------------------------------------- |
| - ساحدوف 13'، 14'، 19'، 26' (ر.ج.) | تقرير | - عنتر 10' - م. عبد الله 13' - عباس 26' (ركل.) - السندي 40' |

| طاجيكستان         | 2–3   | أوزبكستان                                  |
| ----------------- | ----- | ------------------------------------------ |
| - سردوروف 4'، 38' | تقرير | - تولكينوف 3' - نيشونوف 7' - أ. رخمتوف 19' |

| طاجيكستان                                                                            | 8–5   | تركمانستان                                           |
| ------------------------------------------------------------------------------------ | ----- | ---------------------------------------------------- |
| - يوروف 8'، 9'، 22'، 38' - شاريبوف 11' - بايرامدورديو 19' (هـ.ذ.) - سردوروف 37'، 40' | تقرير | - سلطانوف 3' - ساهيدوف 20'، 40' - أناغوليوف 35'، 37' |

| أوزبكستان                                                                     | 6–1   | البحرين    |
| ----------------------------------------------------------------------------- | ----- | ---------- |
| - تولكينوف 6' - عثمانوف 20'، 30' - عديلوف 22' - فخر الدينوف 26' - نيشونوف 27' | تقرير | - ميحد 35' |

### المجموعة ج
| م | الفريق         | لعب | ف | ت | خ | أ.له | أ.ع | أ.ف | نقاط | التأهل          |
| - | -------------- | --- | - | - | - | ---- | --- | --- | ---- | --------------- |
| 1 | إيران          | 3   | 3 | 0 | 0 | 24   | 1   | +23 | 9    | مرحلة المجموعات |
| 2 | إندونيسيا      | 3   | 2 | 0 | 1 | 11   | 8   | +3  | 6    | مرحلة المجموعات |
| 3 | تايبيه الصينية | 3   | 0 | 1 | 2 | 3    | 15  | −12 | 1    |                 |
| 4 | لبنان          | 3   | 0 | 1 | 2 | 3    | 17  | −14 | 1    |                 |

| إيران                                                            | 5–0   | إندونيسيا |
| ---------------------------------------------------------------- | ----- | --------- |
| - أحمد عباسي 2'، 22' - أولادغوباد 2' - أسدشير 9' - حسين طيبي 24' | تقرير |           |

| لبنان      | 1–1   | تايبيه الصينية     |
| ---------- | ----- | ------------------ |
| - حمود 18' | تقرير | - هوانغ وي-لون 13' |

| إندونيسيا                                                                          | 7–2   | لبنان                     |
| ---------------------------------------------------------------------------------- | ----- | ------------------------- |
| - بانغستو 3' - فجريان 7' - فيرمان 19' - إقبال 21' - ديوا 27' - ريزا 37' - شوقي 40' | تقرير | - زيتون 25' - كوكزيان 37' |

| تايبيه الصينية    | 1–10  | إيران                                                                                                |
| ----------------- | ----- | --- |
| - هي تشيا-تشن 31' | تقرير | - بازيار 2' - حسين طيبي 3'، 16'، 36' - أحمد عباسي 4'، 16'، 18' - أغابور 22' - جافاني 28' - كريمي 35' |

| تايبيه الصينية      | 1–4   | إندونيسيا                         |
| ------------------- | ----- | --------------------------------- |
| - لين تشيه-هونغ 30' | تقرير | - فجريان 10'، 12'، 12' - شوقي 29' |

| إيران | 9–0   | لبنان |
| --- | ----- | ----- |
| - أغابور 8'، 32' - حسين طيبي 17'، 39' - ريهم 17' (هـ.ذ.) - أولادغوباد 19' - جافري 21' - كريمي 28' - بازيار 27' | تقرير |       |

### المجموعة د
| م | الفريق         | لعب | ف | ت | خ | أ.له | أ.ع | أ.ف | نقاط | التأهل          |
| - | -------------- | --- | - | - | - | ---- | --- | --- | ---- | --------------- |
| 1 | اليابان        | 3   | 2 | 0 | 1 | 9    | 2   | +7  | 6    | مرحلة المجموعات |
| 2 | فيتنام         | 3   | 2 | 0 | 1 | 8    | 4   | +4  | 6    | مرحلة المجموعات |
| 3 | السعودية       | 3   | 2 | 0 | 1 | 7    | 4   | +3  | 6    |                 |
| 4 | كوريا الجنوبية | 3   | 0 | 0 | 3 | 1    | 15  | −14 | 0    |                 |

1. 1 2 3  متعادلان في نقاط المواجهات المباشرة (3). فارق الأهداف في المواجهات المباشرة: اليابان +1، فيتنام 0، السعودية −1.

| اليابان       | 1–2   | السعودية                 |
| ------------- | ----- | ------------------------ |
| - كريبالدي 3' | تقرير | - الحارثي 11' - فقهي 15' |

| فيتنام                                                                                  | 5–1   | كوريا الجنوبية    |
| --------------------------------------------------------------------------------------- | ----- | ----------------- |
| - شين جونغ-هون (هدف في مرماه) 2' (هـ.ذ.) - تران ثاي هوي 15'، 34' - فام دوك هوا 17'، 35' | تقرير | - شين جونغ-هون 1' |

| كوريا الجنوبية | 0–6   | اليابان |
| -------------- | ----- | --- |
|                | تقرير | - سو جونغ-وو (هدف في مرماه) 5' (هـ.ذ.) - أولييفيرا 6' - ميزوتاني 17' - إيشيدا 27' - كانازاوا 28' - يوشيكاوا 39' |

| السعودية                                   | 1–3   | فيتنام                                                      |
| ------------------------------------------ | ----- | ----------------------------------------------------------- |
| - تشاو دوان فات (هدف في مرماه) 30' (هـ.ذ.) | تقرير | - نجوين آنه دوي 12' - تشاو دوان فات 29' - نجوين منه تري 40' |

| كوريا الجنوبية | 0–4   | السعودية                        |
| -------------- | ----- | ------------------------------- |
|                | تقرير | - علي 4'، 23' - روديني 12'، 39' |

| اليابان          | 2–0   | فيتنام |
| ---------------- | ----- | ------ |
| - شيميزو 6'، 36' | تقرير |        |

## مرحلة خروج المغلوب
في مرحلة خروج المغلوب، يتم استخدام الوقت الإضافي وركلات الترجيح لتحديد الفائز إذا لزم الأمر، باستثناء مباراة تحديد المركز الثالث حيث يتم استخدام ركلات الترجيح (بدون وقت إضافي) لتحديد الفائز إذا لزم الأمر (المادة 15.1 من اللائحة).

### القوس
|  | ربع النهائي                   | ربع النهائي                   |                               |   | نصف النهائي | نصف النهائي |  |  | النهائي | النهائي |
|  |                               |                               |                               |   |             |             |  |  |         |         |
|  | 4 أكتوبر – قاعة سعد العبدالله |                               |                               |   |             |             |  |  |         |         |
|  |                               |                               |                               |   |             |             |  |  |         |         |
|  | تايلاند                       | 3                             |                               |   |             |             |  |  |         |         |
|  | تايلاند                       | 3                             | 6 أكتوبر – قاعة سعد العبدالله |   |             |             |  |  |         |         |
|  | طاجيكستان                     | 2                             |                               |   |             |             |  |  |         |         |
|  | طاجيكستان                     | 2                             | تايلاند                       | 0 |             |             |  |  |         |         |
|  | 4 أكتوبر – قاعة سعد العبدالله |                               | تايلاند                       | 0 |             |             |  |  |         |         |
|  |                               | إيران                         | 5                             |   |             |             |  |  |         |         |
|  | إيران                         | إيران                         | 5                             | 8 |             |             |  |  |         |         |
|  | إيران                         |                               | 8 أكتوبر – قاعة سعد العبدالله | 8 |             |             |  |  |         |         |
|  | فيتنام                        | 1                             |                               |   |             |             |  |  |         |         |
|  | فيتنام                        | 1                             | إيران                         | 2 |             |             |  |  |         |         |
|  | 4 أكتوبر – قاعة سعد العبدالله |                               | إيران                         | 2 |             |             |  |  |         |         |
|  |                               | اليابان                       | 3                             |   |             |             |  |  |         |         |
|  | أوزبكستان                     | اليابان                       | 3                             | 3 |             |             |  |  |         |         |
|  | أوزبكستان                     | 6 أكتوبر – قاعة سعد العبدالله |                               | 3 |             |             |  |  |         |         |
|  | الكويت                        | 0                             |                               |   |             |             |  |  |         |         |
|  | الكويت                        | 0                             | أوزبكستان                     | 1 |             |             |  |  |         |         |
|  | 4 أكتوبر – قاعة سعد العبدالله |                               | أوزبكستان                     | 1 |             |             |  |  |         |         |
|  |                               | اليابان                       | 2                             |   | النهائي     | النهائي     |  |  |         |         |
|  | اليابان                       | اليابان                       | 2                             | 3 | النهائي     | النهائي     |  |  |         |         |
|  | اليابان                       |                               | 8 أكتوبر – قاعة سعد العبدالله | 3 |             |             |  |  |         |         |
|  | إندونيسيا                     | 2                             |                               |   |             |             |  |  |         |         |
|  | إندونيسيا                     | 2                             | تايلاند                       | 2 |             |             |  |  |         |         |
|  |                               |                               |                               |   |             |             |  |  |         |         |
|  | أوزبكستان                     | 8                             |                               |   |             |             |  |  |         |         |
|  | أوزبكستان                     | 8                             |                               |   |             |             |  |  |         |         |

### ربع النهائي
| إيران                                                                                               | 8–1   | فيتنام            |
| --------------------------------------------------------------------------------------------------- | ----- | ----------------- |
| - أغابور 9' - رفيعي بور 9' - حسين طيبي 15'، 32'، 33' - بازيّار 24' - أولادغوباد 27' - أحمد عباسي 37' | تقرير | - فام دوك هوا 37' |

| اليابان                                   | 3–2   | إندونيسيا             |
| ----------------------------------------- | ----- | --------------------- |
| - كانازاوا 32' - بيريس 38' - میزوتانی 39' | تقرير | - إيكو 21' - ديوا 40' |

| تايلاند                             | 3–2   | طاجيكستان                   |
| ----------------------------------- | ----- | --------------------------- |
| - بانات 2' - جتسدا 35' - وراساك 40' | تقرير | - فوسيتزودا 28' - يوروف 34' |

| أوزبكستان                                     | 3–0   | الكويت |
| --------------------------------------------- | ----- | ------ |
| - أ. راخماتوف 14' - تشورييف 21' - نيشونوف 34' | تقرير |        |

### نصف النهائي
| أوزبكستان     | 1–2   | اليابان                       |
| ------------- | ----- | ----------------------------- |
| - خامرويف 17' | تقرير | - أوليفيرا 23' - كانازاوا 30' |

| تايلاند | 0–5   | إيران                                                     |
| ------- | ----- | --------------------------------------------------------- |
|         | تقرير | - حسين طيبي 1' - الدرخشاني 22'، 28' - أولادغوباد 24'، 27' |

### مباراة تحديد المركز الثالث
| تايلاند                  | 2–8   | أوزبكستان                                                                                               |
| ------------------------ | ----- | --- |
| - وينجون 2' - وراساك 27' | تقرير | - روبييف 2'، 26' - تشورييف 7' - تولكينوف 14' - نيشونوف 16' - جوراييف 22' - أ. راخماتوف 23' - خامروف 31' |

### النهائي
| إيران                        | 2–3   | اليابان                                              |
| ---------------------------- | ----- | ---------------------------------------------------- |
| - أحمد عباسي 15' - جافان 40' | تقرير | - شيميزو 16' - أوليفيرا 27' - أحمد عباسي 40' (هـ.ذ.) |

## الجوائز
في ختام البطولة تم توزيع الجوائز التالية:
| الهدّاف    | أفضل حارس مرمى    | أفضل لاعب       | جائزة اللعب النظيف |
| --------- | ----------------- | --------------- | ------------------ |
| حسين طيبي | غيلهيرمي كوروموتو | مسلم أولادغوباد | أوزبكستان          |

## قائمة الهدافين
عدد الأهداف المُسجلة  193 هدفًا  في 32 مباراة، بمتوسط 6.03 هدفًا في المباراة الواحدة.
10 أهداف
- حسين طيبي

7 أهداف
- سعيد أحمد عباسي

6 أهداف
- إدريس يوروف
- غوربانغيلدي ساحدوف

5 أهداف
- مسلم أولادغوباد[الإنجليزية]
- سليم فيصل
- فيزالي سردوروف

4 أهداف
- محمد فاجريان
- سالار آغابور
- ووراساك سريرانغبيروت
- خسن الدين نيشونوف
- إختيار روبييف

3 أهداف
- محمد حسين بازبار
- سورا كانازاوا
- آرثر أوليفيرا
- كازويا شيميزو
- جيتسادا شوديش
- ساراووت فالافروك
- مشرب عديـلوف
- دافرون تشورييف
- أنسخون رخمتوف
- إلبك تولكينوف
- أكبر عثمانوف
- فام دوك هوا

هدفان
- أحمد عنتر
- عمار حسن ميحد
- ديوى رزقي
- سياوقي ساود
- محمد حسين درخشاني
- عليرضا جوان
- مهدي كريمي
- سوما ميزوتاني
- عبد اللطيف العباسي
- عبد العزيز البسام
- صالح الفاضل
- عبد الرحمن الطويل
- فرحان علي
- فهد الرديني
- نارونغساك وينغوون
- ملكمان أناقولييف
- شخرام فخر الدينوف
- إلخومجون خمرائف
- تران ثاي هوي

هدف
- محمد عبد الله
- جاسم صالح
- محمد السندي
- فلاح عباس
- هي تشيا-تشن
- هوانغ وي-لون
- لين تشيه-هونغ
- صامويل إيكو
- فيرمان أدريانساياه
- إقبال رحمة الله
- ريو بانغستو
- رضا غوناوان
- مهدي أسدشير
- بهمن جعفري
- عليرضا رفيعي بور
- مهند عبد الهادي
- مصطفى إحسان
- غيث رياض
- طارق زياد
- فينيسيوس كريبالدي
- كينتارو إيشيـدا
- هيغور بيريس
- توموكي يوشيكاوا
- يوسف الخليفة
- عبد الرحمن المصبحي
- عبد الرحمن الوادي
- محمد حمود
- ستيف كوكزيان
- حسن زيتون
- سامر البلوشي
- خلفان المعولي
- محمد تقي اللواتي
- محسن فقيه
- ناصر الحارثي
- شين جونغ-هون
- أوميد كوزييف
- محمدجون شاريبوف
- بختيور سولييف
- إقبالي فوسيتزودا
- كريت أرانسانيالاك
- بانات كيتتيبانوانغ
- واروت وانغساما-أيو
- نارونغساك وينغوون
- ماكسات سلطانوف
- سوناتولا جوراييف
- ديلشود رخمتوف
- تشاو دوان فات
- نغوين أنه دوي
- نغوين مينه تري

هدف ذاتي
- سعيد أحمد عباسي (ضد اليابان)
- مصطفى رحيم (ضد إيران)
- سيو جونغ-وو (ضد اليابان)
- شين جونغ-هون (ضد فيتنام)
- شيري بايرامدوردييف (ضد طاجيكستان)
- تشاو دوان فات (ضد السعودية)

## التصنيف النهائي
| م  | الفريق         | لعب | ف | ت | خ | أ.له | أ.ع | أ.ف | نقاط | النتائج النهائية                 |
| -- | -------------- | --- | - | - | - | ---- | --- | --- | ---- | -------------------------------- |
| 1  | اليابان        | 6   | 5 | 0 | 1 | 17   | 7   | +10 | 15   | البطل                            |
| 2  | إيران          | 6   | 5 | 0 | 1 | 39   | 5   | +34 | 15   | الوصيف                           |
| 3  | أوزبكستان      | 6   | 5 | 0 | 1 | 29   | 7   | +22 | 15   | المركز الثالث                    |
| 4  | تايلاند        | 6   | 3 | 1 | 2 | 16   | 20  | −4  | 10   | المركز الرابع                    |
|    |                |     |   |   |   |      |     |     |      |                                  |
| 5  | طاجيكستان      | 4   | 2 | 0 | 2 | 16   | 14  | +2  | 6    | أُقصي في ربع النهائي              |
| 6  | إندونيسيا      | 4   | 2 | 0 | 2 | 13   | 11  | +2  | 6    | أُقصي في ربع النهائي              |
| 7  | فيتنام         | 4   | 2 | 0 | 2 | 9    | 12  | −3  | 6    | أُقصي في ربع النهائي              |
| 8  | الكويت         | 4   | 1 | 2 | 1 | 11   | 9   | +2  | 5    | أُقصي في ربع النهائي              |
|    |                |     |   |   |   |      |     |     |      |                                  |
| 9  | السعودية       | 3   | 2 | 0 | 1 | 7    | 4   | +3  | 6    | المركز الثالث في مرحلة المجموعات |
| 10 | العراق         | 3   | 1 | 1 | 1 | 9    | 5   | +4  | 4    | المركز الثالث في مرحلة المجموعات |
| 11 | البحرين        | 3   | 0 | 1 | 2 | 8    | 14  | −6  | 1    | المركز الثالث في مرحلة المجموعات |
| 12 | تايبيه الصينية | 3   | 0 | 1 | 2 | 3    | 15  | −12 | 1    | المركز الثالث في مرحلة المجموعات |
|    |                |     |   |   |   |      |     |     |      |                                  |
| 13 | تركمانستان     | 3   | 0 | 1 | 2 | 9    | 20  | −11 | 1    | المركز الرابع في مرحلة المجموعات |
| 14 | لبنان          | 3   | 0 | 1 | 2 | 3    | 17  | −14 | 1    | المركز الرابع في مرحلة المجموعات |
| 15 | كوريا الجنوبية | 3   | 0 | 0 | 3 | 1    | 15  | −14 | 0    | المركز الرابع في مرحلة المجموعات |
| 16 | عمان           | 3   | 0 | 0 | 3 | 3    | 18  | −15 | 0    | المركز الرابع في مرحلة المجموعات |

## وصلات خارجية
- كأس آسيا لكرة الصالات
، the-AFC.com